# Alstremeria

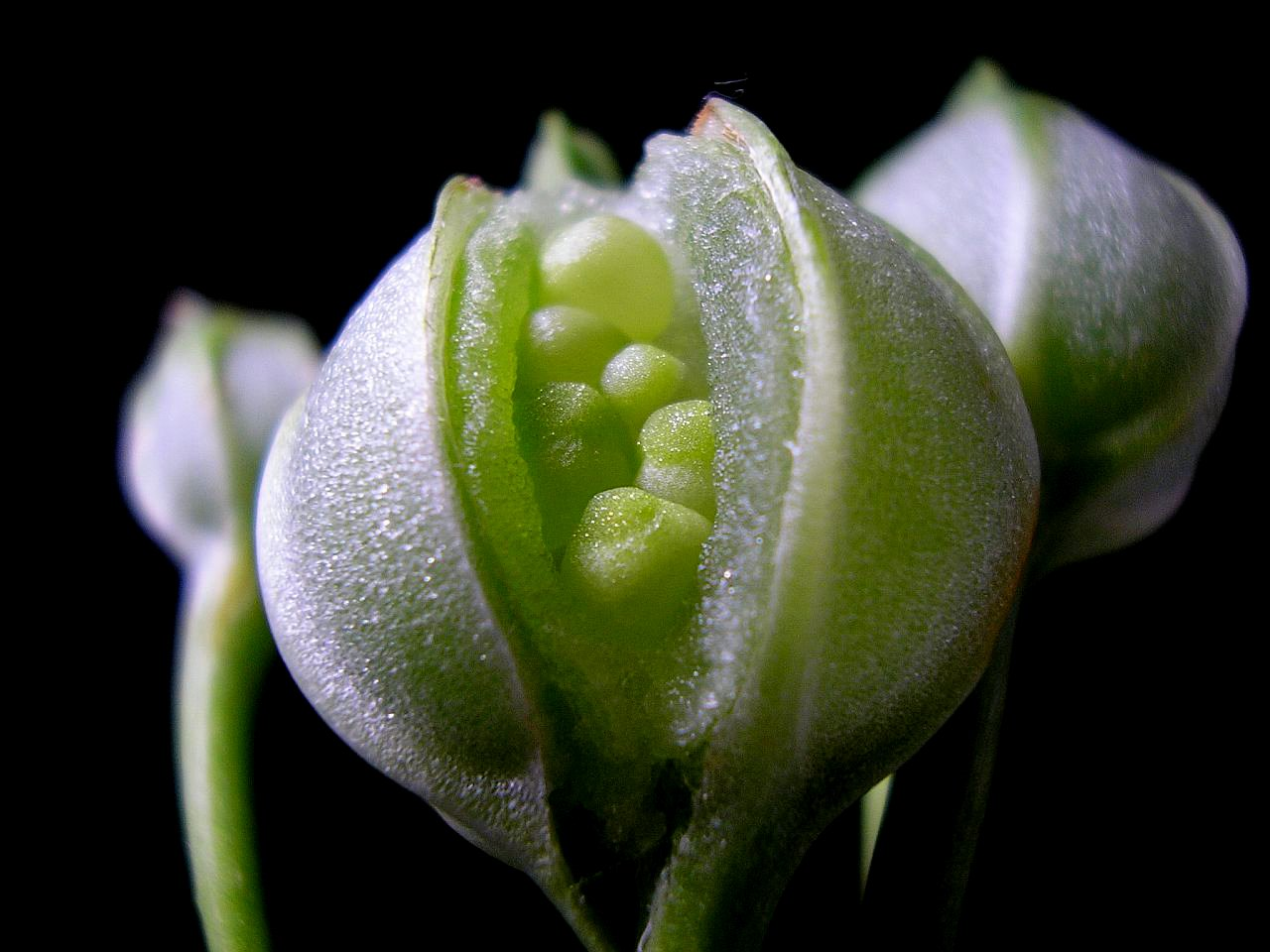
Otwierający się owoc alstremerii

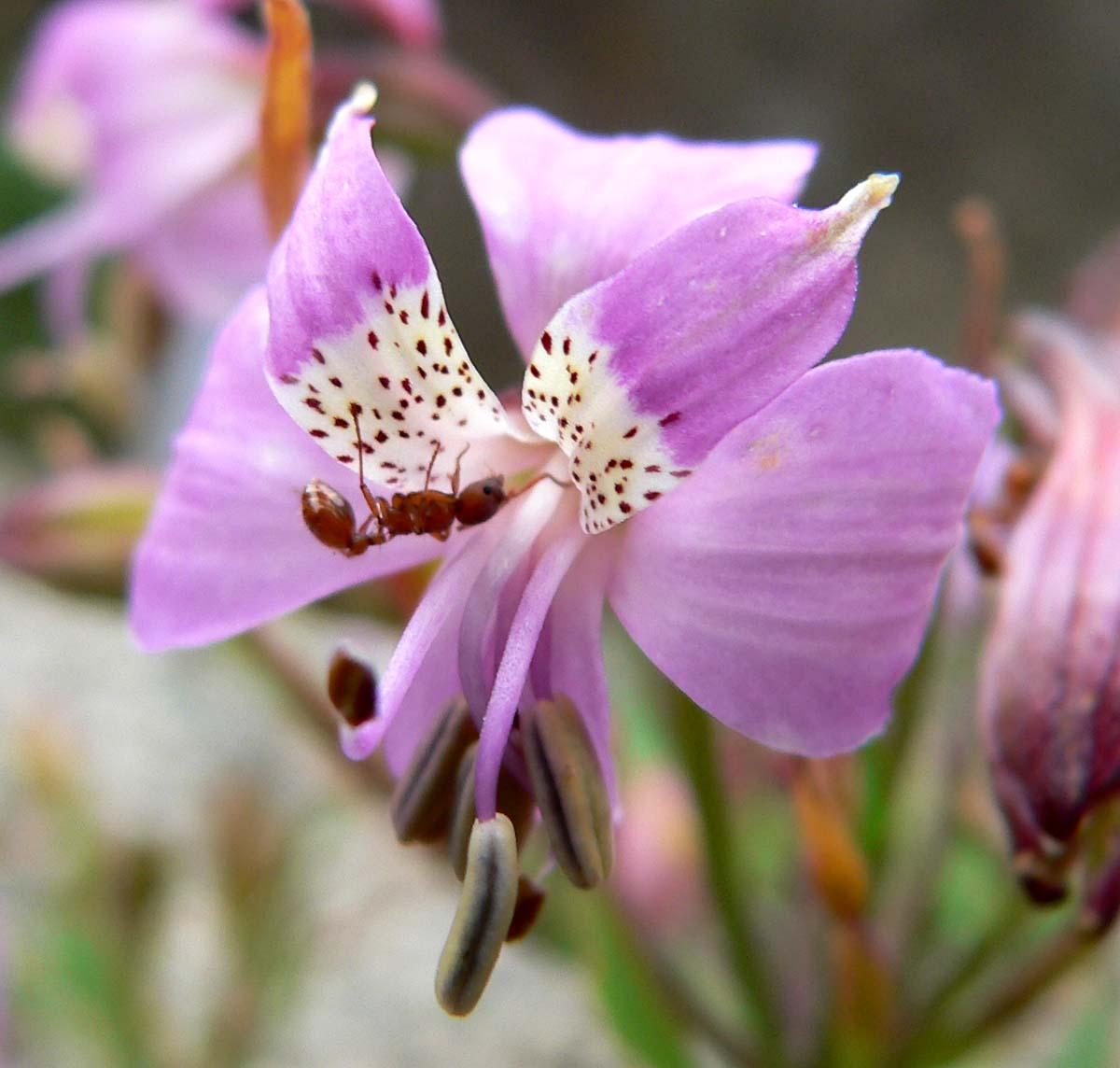
Alstroemeria revoluta

Alstremeria, alstromeria, krasnolica (Alstroemeria L.) – rodzaj roślin jednoliściennych liczący ok. 65 gatunków. Zasięg tego rodzaju obejmuje środkową część Ameryki Południowej – od Chile po Ekwador na zachodzie i do Argentyny i środkowej Brazylii na wschodzie. Wiele gatunków oraz odmian uprawianych jest z powodu oryginalnych i trwałych kwiatów w celach ozdobnych jako rośliny ogrodowe lub na kwiaty cięte.

## Morfologia
PokrójRośliny o sztywnych, ulistnionych pędach wyrastających z podziemnego kłącza.
KłączeMięsiste, białe i rozgałęziające się. W zależności od gatunku krótsze lub dłuższe, rosnące bardziej pionowo lub poziomo. Z górnej części wyrastają łodygi, z dolnej korzenie, które mogą być cienkie i grube, bulwiaste (spichrzowe).
ŁodygiNierozgałęzione, sztywne, wyrastają z kłącza. Występują pędy wegetatywne (gęsto ulistnione) i generatywne (wytwarzające kwiatostan).
LiścieSkrętoległe. U nasady zwężone, obejmujące pęd. Obrócone są o 180° (zwrócone są dolna stroną ku górze).
KwiatyZebrane w kwiatostan, którego odgałęzienia I rzędu tworzą baldachogrono, dalsze odgałęzienia tworzą sierpiki z kolejno rozwijającymi się, jeden po drugim kwiatami. Kwiaty są grzbieciste ze zróżnicowanymi dwoma okółkami lejkowatego okwiatu. Poszczególne listki są wolne i barwne. Listek skierowany w dół okółka wewnętrznego różni się od pozostałych, przy podstawie dwóch skierowanych ku górze znajdują się z kolei miodniki. Wewnątrz znajdują się jeszcze dwa okółki liczące po 3 pręciki oraz trójkomorowa, pozornie dolna zalążnia. Szyjka słupka jest nitkowata i zakończona jest trójdzielnym znamieniem.
OwocTorebka otwierająca się 3 klapami.

## Systematyka
Pozycja systematyczna i relacje filogenetyczne w obrębie liliowców według Angiosperm Phylogeny Website (aktualizowany system APG IV z 2016)
Klad okrytonasienne, klad jednoliścienne (monocots), rząd liliowce (Liliales), rodzina krasnolicowate (Alstroemeriaceae).
Pozycja w systemie Reveala (1994-1999)
Gromada okrytonasienne (Magnoliophyta Cronquist), podgromada Magnoliophytina Frohne & U. Jensen ex Reveal, klasa jednoliścienne (Liliopsida Brongn.), podklasa liliowe (Liliidae J.H. Schaffn.), nadrząd Lilianae Takht., rząd krasnolicowce (Alstroemeriales Hutch.), rodzina krasnolicowate (Alstroemeriaceae Dumort.), podrodzina Alstroemerioideae Herb., plemię Alstroemerieae Bernh., rodzaj Alstroemeria L..
Lista gatunków
| - Alstroemeria achirae Muñoz Schick & Brinck - Alstroemeria albescens M.C.Assis - Alstroemeria altoparadisea Ravenna - Alstroemeria amabilis M.C.Assis - Alstroemeria amazonica Ducke - Alstroemeria andina Phil. - Alstroemeria angustifolia Herb. - Alstroemeria annapolina Ravenna - Alstroemeria apertiflora Baker - Alstroemeria aquidauanica Ravenna - Alstroemeria arnicana Ravenna - Alstroemeria aulica Ravenna - Alstroemeria aurea Graham – alstremeria pomarańczowa - Alstroemeria bahiensis Ravenna - Alstroemeria bakeri Pax - Alstroemeria bilabiata Ravenna - Alstroemeria brasiliensis Spreng. - Alstroemeria burchellii Baker - Alstroemeria cabralensis Ravenna - Alstroemeria caiaponica Ravenna - Alstroemeria calliantha M.C.Assis - Alstroemeria cantillanica Ravenna - Alstroemeria capixaba M.C.Assis - Alstroemeria caryophyllaea Jacq. - Alstroemeria chapadensis Hoehne - Alstroemeria chillanensis Grau & Bayer - Alstroemeria chorillensis Herb. - Alstroemeria crispata Phil. - Alstroemeria cuiabana Ravenna - Alstroemeria cultrifolia Ravenna - Alstroemeria cunha Vell. - Alstroemeria decora Ravenna - Alstroemeria diluta Ehr.Bayer - Alstroemeria discolor Ravenna - Alstroemeria douradensis Ravenna - Alstroemeria espigonensis Ravenna - Alstroemeria exserens Meyen - Alstroemeria fiebrigiana Kraenzl. - Alstroemeria firmulifolia Ravenna - Alstroemeria foliosa Mart. - Alstroemeria fuscovinosa Ravenna - Alstroemeria garaventae Ehr.Bayer - Alstroemeria gardneri Baker - Alstroemeria glaucandra Ravenna - Alstroemeria gouveiana Ravenna - Alstroemeria graminea Phil. - Alstroemeria hookeri Sweet - Alstroemeria huemulina Ravenna - Alstroemeria ibitipocae Ravenna - Alstroemeria igarapavica Ravenna - Alstroemeria inodora Herb. - Alstroemeria isabellana Herb. - Alstroemeria itabiritensis Ravenna - Alstroemeria itatiaica Ravenna - Alstroemeria jequitiana Ravenna - Alstroemeria jocunda Ravenna - Alstroemeria julieae M.C.Assis - Alstroemeria kingii Phil. - Alstroemeria lactilutea Ravenna & Brinck - Alstroemeria landimana Ravenna - Alstroemeria leporina Ehr.Bayer & Grau - Alstroemeria ligtu L. - Alstroemeria litterata Ravenna - Alstroemeria longaviensis Ravenna | - Alstroemeria longistaminea Mart. - Alstroemeria longistyla Schenk - Alstroemeria lutea Muñoz Schick - Alstroemeria magna Ravenna - Alstroemeria magnifica Herb. - Alstroemeria malmeana Kraenzl. - Alstroemeria modesta Phil. - Alstroemeria mollensis Muñoz-Schick & Brinck - Alstroemeria monantha Ravenna - Alstroemeria monticola Mart. - Alstroemeria nidularis Ravenna - Alstroemeria nivalis Meyen - Alstroemeria nivea Ravenna - Alstroemeria ochracea M.C.Assis - Alstroemeria orchidioides Meerow, Tombolato & F.K.Mey. - Alstroemeria oreas Schauer - Alstroemeria pallida Graham - Alstroemeria paraensis M.C.Assis - Alstroemeria patagonica Phil. - Alstroemeria paupercula Phil. - Alstroemeria pelegrina L. – alstremeria podróżnicza - Alstroemeria penduliflora M.C.Assis - Alstroemeria philippii Baker - Alstroemeria piauhyensis Gardner ex Baker - Alstroemeria plantaginea Mart. - Alstroemeria poetica Ravenna - Alstroemeria polpaicana Ravenna - Alstroemeria polyphylla Phil. - Alstroemeria presliana Herb. - Alstroemeria pseudospathulata Ehr.Bayer - Alstroemeria pubiflora Ravenna - Alstroemeria pudica Ravenna - Alstroemeria pulchella L.f. - Alstroemeria pulchra Sims - Alstroemeria punctata Ravenna - Alstroemeria pygmaea Herb. - Alstroemeria radula Dusén - Alstroemeria recumbens Herb. - Alstroemeria revoluta Ruiz & Pav. - Alstroemeria ribeirensis Ravenna - Alstroemeria roseoviridis Ravenna - Alstroemeria rupestris M.C.Assis - Alstroemeria sabulosa Ravenna - Alstroemeria schizanthoides Grau - Alstroemeria sellowiana Seub. - Alstroemeria sierrae Munoz - Alstroemeria spathulata C.Presl - Alstroemeria speciosa M.C.Assis - Alstroemeria spectabilis Ravenna - Alstroemeria stenopetala Seub. - Alstroemeria stenophylla M.C.Assis - Alstroemeria talcaensis Ravenna - Alstroemeria timida Ravenna - Alstroemeria tombolatoana M.C.Assis - Alstroemeria umbellata Meyen - Alstroemeria variegata M.C.Assis - Alstroemeria venusta Ravenna - Alstroemeria versicolor Ruiz & Pav. – alstremeria różnobarwna - Alstroemeria virginalis Ravenna & Brinck - Alstroemeria viridiflora Warm. - Alstroemeria werdermannii Ehr.Bayer - Alstroemeria xavantinensis Ravenna - Alstroemeria yaelae Ravenna |